# Třída Le Normand
Třída Le Normand (Typ E 52 a E 52B) byly fregaty francouzského námořnictva z éry studené války. Celkem bylo postaveno 14 jednotek této třídy. Jednalo se o vylepšenou verzi předcházející třídy Le Corse. Vyřazeny byly v letech 70.–80. letech 20. století.

## Stavba
Prvních sedm fregat typu E 52 bylo objednáno roku 1952, přičemž stavba byla financována z amerického programu vojenské pomoci MDAP. Roku 1953 byly přiobjednány další dvě, roku 1954 dvě a roku 1955 poslední tři (modifikovaná verze E 52B), všechny hrazené z francouzského rozpočtu. Celkem tedy bylo v letech 1953–1960 postaveno 14 fregat této třídy. Stavbu provedly francouzské loděnice Forges et Chantiers de la Méditerranée v La Seyne-sur-Mer, Ateliers et Chantiers de la Loire v Nantes, Chantiers de Penhoët v Saint-Nazaire a Arsenal de Lorient v Lorientu.
Jednotky třídy Le Normand:
| Jméno                 | Založení kýlu | Spuštěna          | Vstup do služby   | Osud                                         |
| --------------------- | ------------- | ----------------- | ----------------- | -------------------------------------------- |
| Le Normand (F765)     | 1953          | 13. února 1954    | 3. listopadu 1956 | Vyřazena 1980.                               |
| Le Picard (F766)      | 1953          | 31. května 1954   | 20. října 1956    | Vyřazena 1979.                               |
| Le Gascon (F767)      | 1954          | 23. října 1954    | 29. března 1957   | Vyřazena 1977.                               |
| Le Lorrain (F768)     | 1954          | 19. června 1954   | 1. ledna 1957     | Vyřazena 1976.                               |
| Le Bourguignon (F769) | 1954          | 28. ledna 1956    | 11. července 1957 | Vyřazena 1976.                               |
| Le Champenois (F770)  | 1954          | 12. března 1955   | 1. června 1957    | Vyřazena 1975.                               |
| Le Savoyard (F771)    | 1953          | 7. května 1955    | 14. června 1956   | Vyřazena 1980.                               |
| Le Breton (F772)      | 1954          | 2. dubna 1955     | 20. srpna 1957    | Vyřazena 1977.                               |
| Le Basque (F773)      | 1954          | 25. února 1956    | 18. října 1957    | Vyřazena 1980.                               |
| Le Agenais (F774)     | 1954          | 23. června 1956   | 14. května 1958   | Od roku 1979 zkušební loď (A 784), vyřazena. |
| Le Bearnais (F775)    | 1955          | 23. června 1956   | 18. října 1958    | Vyřazena 1980.                               |
| L'Alsacien (F776)     | 1956          | 26. ledna 1957    | 27. srpna 1960    | Vyřazena 1981.                               |
| Le Provençal (F777)   | 1957          | 5. října 1957     | 6. listopadu 1959 | Vyřazena 1980.                               |
| Le Vendeen (F778)     | 1957          | 27. července 1957 | 1. října 1960     | Od roku 1981 cvičná loď (A 778), vyřazena.   |

## Konstrukce

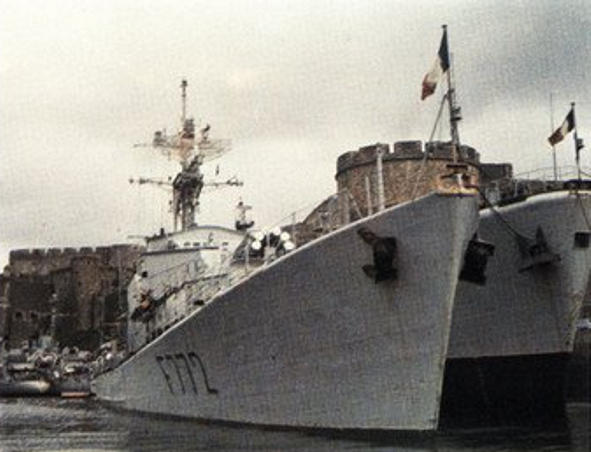
Le Breton (F772) v roce 1969

### Typ E 52
Hlavní změnou oproti třídě Le Corse byl přesun 550mm torpédometů z přídě na zadní hlavní palubu, čím se nástavba snížila o jednu palubu, zlepšila stabilita plavidel a získané místo bylo využito pro instalaci protiponorkového raketometu. Plavidla nesla radary DRBV 20A (nahrazen typem ( DRBV 22A), DRBV 31 a DRBC 31 a sonary DUBV 24 (pouze F771–F773 nesly typ DUBV 1). Hlavňovou výzbroj tvořily čtyři 57mm kanóny modelu 1948 ve dvoudělových věžích (jedna na pří a dvě na zádi) a dva 20mm kanón. K ničení ponorek sloužil jeden šestihlavňový 375mm protiponorkový raketomet Bofors umístěný na přídi, čtyři trojhlavňové 550mm torpédomety (ve schránkách neseno ještě 12 rezervních 24 torpéd) a jeden spouštěč hlubinných pum. Pohonný systém tvořily dva kotle a dvě převodové turbíny. Nejvyšší rychlost dosahovala 27 uzlů.

### Typ E 52B

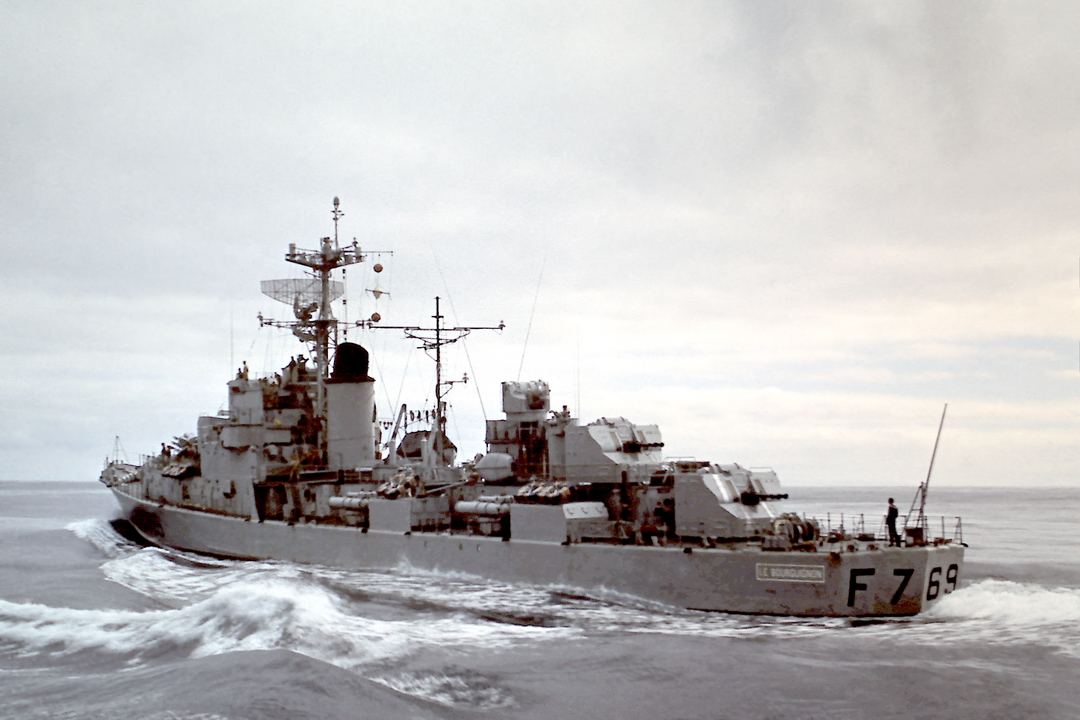
Le Bourguignon (F769)

Fregaty verze E 52B měly zvětšený můstek (měly jej také fregaty F774–F775). Zadní věž s 57mm kanóny byla odstraněna a nahrazena novým automaticky nabíjeným čtyřhlavňovým 305mm vrhačem raketových hlubinných pum. Naopak odstraněna byla rezervní 550mm torpéda a příďový 375mm vrhač hlubinných pum, na jehož pozici se posunula dělová věž.

### Modifikace
Fregaty Le Savoyard, Le Breton a Le Basque byly vybaveny zařízením pro sledování testu balistických raket instalovaným v místě zadní dělové věže.
Fregata Le Bearnais se podílela na testování protilodních střel Otomat.
Fregata Le Vendeen sloužila pro testování pevného 500mm torpédometu.